# Il professor Gatti e i suoi gattini
Il professor Gatti e i suoi gattini è un cortometraggio muto del 1921 diretto da Mario Volpe.